# أدولف شتراوس
أدولف شتراوس (بالألمانية: Adolf Strauß) هو عسكري ألماني، ولد في 6 سبتمبر 1879 في شيرمكه ‏ في ألمانيا، وتوفي في 20 مارس 1973 في لوبيك في ألمانيا.

## روابط خارجية
- أدولف ستراوس على موقع مونزينجر (الألمانية)